# Anschluss ohne Anschlussleitung
Ein Anschluss ohne Anschlussleitung (auch virtueller Anschluss) ermöglicht im Telefonnetz die Zuteilung einer Rufnummer in einem Ortsnetz, ohne dass dort ein Endgerät an die Teilnehmeranschlussleitung angeschlossen werden muss. Es handelt sich dabei um einen im Netzknoten realisierten virtuellen Telefonanschluss.
Je nach Art der Nutzung gibt es eine Analogie zu einer Briefkastengesellschaft, bei der ebenfalls die klare Zuordnung zwischen Adressierung und Ziel aufgehoben ist. In Deutschland muss gemäß Vorgabe der Bundesnetzagentur ein klarer Ortsnetzbezug von Ortsnetzrufnummern bestehen, weswegen der Anschluss ohne Anschlussleitung hauptsächlich bei Standortverlagerungen einzelner Filialen eingesetzt wird. Die Bundesnetzagentur hat im Jahre 2006 das Merkmal des Ortsnetzbezugs in den Zuteilungsregeln für Ortsnetzrufnummern weiter präzisiert und in der Folge das Produkt „T-Net vor Ort“ der Deutschen Telekom AG untersagt.
Ähnliche Funktionalität ohne herkömmliche leitungsvermittelte Festnetztechnik ist mittels VoIP-Anschlüssen und Mobilfunkanschlüssen mit Heimbereich verfügbar.